# WWE Elimination Chamber (2023)
Der 13. WWE Elimination Chamber 2023 (in Deutschland WWE No Escape) war eine Wrestling-Veranstaltung der WWE, die als Pay-per-View auf dem WWE Network und dem Streaming-Portal Peacock ausgestrahlt wurde. Sie fand am 18. Februar 2023 im Centre Bell in Montreal, Québec, Kanada statt. Es war die 13. Austragung des No Escape seit 2010. Die Veranstaltung fand zum ersten Mal in Kanada statt.

## Hintergrund
Im Vorfeld der Veranstaltung wurden fünf Matches angesetzt. Diese resultierten aus den Storylines, die in den Wochen vor dem Elimination Chamber bei Raw und SmackDown, den wöchentlichen Shows der WWE, gezeigt wurden.

## Ergebnisse
| Matchart                                                   |                       |             |                                                                           | Zeit  |
| ---------------------------------------------------------- | --------------------- | ----------- | ------------------------------------------------------------------------- | ----- |
| No Escape-Match                                            | Asuka                 | bes.        | Carmella, Nikki Cross, Raquel Rodriguez, Liv Morgan und Natalya           | 19:34 |
| Singles-Match                                              | Bobby Lashley         | bes. via DQ | Brock Lesnar                                                              | 4:43  |
| Mixed-Tag-Team-Match                                       | Edge und Beth Phoenix | bes.        | The Judgement Day Finn Bálor und Rhea Ripley                              | 13:49 |
| No Escape-Match um die WWE United States Championship      | Austin Theory (C)     | bes.        | Montez Ford, Johnny Gargano, Bronson Reed, Seth Rollins und Damian Priest | 31:29 |
| Singles-Match um die Undisputed WWE Universal Championship | Roman Reigns (C)      | bes.        | Sami Zayn                                                                 | 32:20 |

| Funktion      | Name            |
| ------------- | --------------- |
| Kommentatoren | Corey Graves    |
| Kommentatoren | Michael Cole    |
| Pre-Show      | Kevin Patrick   |
| Pre-Show      | Peter Rosenberg |
| Pre-Show      | Kayla Braxton   |
| Pre-Show      | Wade Barrett    |
| Ringansager   | Mike Rome       |
| Ringansager   | Samantha Irvin  |